# Коннор Маклауд
Коннор Маклауд (англ. Connor MacLeod) — протагонист фильмов «Горец», «Горец-2», «Горец-3», «Горец: Конец игры». Бессмертный.

## История образа
Родился в Шотландии в 1518 году в Гленфиннан — деревне клана Маклаудов. В 1536 году впервые убит в междоусобной битве Курганом. Воскреснув, Коннор был изгнан из клана как колдун. Он бродил по Шотландии на протяжении нескольких лет, пока не встретил свою любовь — юную Хетер (Хетер) Макдональд, дочь кузнеца, на которой он был женат с 1539 г. по 1587 г. В 1541 г. его нашел ещё один бессмертный — Хуан Санчес Вилья-Лобос Рамирес, указавший Горцу на его бессмертную природу и ставший другом и наставником. Через полтора года учёбы владения мечом и получения других полезных знаний Коннор потерял своего учителя. Рамирес сразился с Курганом и был им обезглавлен. Несмотря на то что Курган оказался сильнее египтянина, Рамирес своей катаной оставил на его шее глубокий шрам.
В 1555 году, спасая свою мать от инквизиции, Коннор убил отца Джейкоба Келла, тоже оказавшегося бессмертным и ставшего врагом Маклауда на многие столетия. После кончины Хетер в 1587 г. Маклауд покинул горную Шотландию он плывет в Японию, находит мастера Накано, учителя Рамиреса, и 7 лет обучается у него, пока бессмертного чародея не сразил меч колдуна Кейна. 1594 г. направляется в Эдинбург, где учился грамоте больше пяти лет и получил образование, достойное человека из высшего общества. Кроме знания кузнечного ремесла, Коннор проявлял интерес к морскому делу и навигации. Он понимал, что отныне ему предстоит выбирать только свободные профессии — моряк, воин, антиквар…
Переехав жить в 1600 г. в Лондон, вероятно попал как шотландец под репрессии протестантов против католиков. По этой или другой причине в 1605 г. он плывет в составе команды парусника в Северную Африку, где происходит его знакомство с Сунда Кастагиром. Далее живёт в Африке, вплоть до возвращения на родину, в Шотландию.
В 1625 году Коннор находит Дункана Маклауда — ещё одного горца из другой ветви его клана. После этого он становится его учителем и наставником, забирает Дункана в Италию, в Равенну и до 1633 года обучает его фехтованию и светским манерам. Почти полвека живёт в Англии, с 1660 по 1712 год. Встречается неоднократно с Дунканом, в 1715 году Коннор присутствует на свадьбе своего ученика. Служит в британском флоте, но в середине XVIII века снова перебирается в Соединенные штаты.
В Америке активно в 1773—1774 годах занимается политической и государственной деятельностью: «Бостонское чаепитие» и «1-й Континентальный конгресс». В период с 1776 по 1781 год под именем Эдриана Монтагью знакомится с Томасом Джефферсоном, Джорджем Вашингтоном. Вместе с Сунда Кастагиром участвует в Американской войне за независимость. В 1783 году, после запоминающейся пьянки с Кастагиром в Бостоне, Коннор отправляется на знаменитую дуэль.
Охладев к политике, Коннор возвращается на континент, где в 1788 году знакомится и влюбляется в аристократку Сару Баррингтон. Не симпатизирует Французской революции, и только благодаря жертве друга, смертного, Коннору в 1789 году удалось избежать гильотины. Сара, не зная о его спасении, выходит замуж, в 1795 году Коннор тайно навещает бывшую возлюбленную перед своим возвращением назад в Америку. В 1796 году в Нью-Йорке покупает недвижимость на улице Хадсон.
В XIX веке Коннор побывал в горячих точках как в Европе, Америке, так и в Африке. В 1815 году он участвует в боях против Наполеона под командованием Веллингтона. В 1839 году Коннор возвращается в Нью-Йорк под именем Жака Лафебурта. С 1861 года он участвует в Гражданской войне в США на стороне федералов. В 1872 году находит Дункана, чтобы помочь и поддержать его после гибели его индейской семьи. В 1878 году Коннор покидает США, чтобы присоединиться к Кастагиру в Африке, который воюет с зулусами, но сам попадает в плен в 1879 году до своего освобождения Кастагиром. На протяжении столетий Коннор встречал других бессмертных, и если они не были его друзьями, вступал с ними в поединок и выигрывал. В 1888 году в Лондоне он казнил неизвестного бессмертного, убивающего проституток (Джек Потрошитель).
В начале XX века Маклауд опять дома, на Хадсон-стрит, посещает государственный университет. Во время Первой мировой войне участвует в военных действиях на стороне союзников. Возвращается из Европы в Нью-Йорк в 1925 г. под именем Альфреда Николсона. Коннор принимает участие во Второй мировой войне против фашистов. Тогда же он спасает от гибели, а затем удочеряет еврейскую девочку Рейчел Элленстейн, оставшуюся сиротой. По возвращении в Нью-Йорк он занимается воспитанием и образованием Рейчел.
В 1975 г. Коннор открывает антикварный магазин под именем Рассела Нэша. Бессмертных становится все меньше, приближается время большого сбора, в котором после окончательной битвы только единственный выживший будет претендовать на приз. В 1985 г. Коннор сразился и победил Амана Фазила. Новая встреча с Сунда Кастагиром. Знакомство и роман с Брендой Уайт. Сражение и победа над давним противником, бессмертным Курганом, убийцей Рамиреса и Сунды. Возвращение с Брендой на родину, в Шотландию.
В 1987 г. в автомобильной аварии гибнет Бренда. Рейчел больше не секретарь Коннора, он опять один. В 1988 г. он уезжает в Африку, где усыновляет сироту по имени Джон. В 1992 г. Коннор навещает Дункана в США, знакомится с Тессой, видит Ричи. В 1994 г. из Африки прибывает в Нью-Йорк, чтобы сразиться с колдуном Кейном. Знакомится с археологом Алекс, которая знает, что он Коннор Маклауд. Для решающей битвы едет на родину, в Шотландию. Одержав победу над Кейном, Коннор, Алекс и Джон остаются в Шотландии.
Алекс и Джон погибают в пожаре, как позже выясняется, в этом виновен Джейкоб Келл, который стал к этому времени очень мощным бессмертным.
В начале нового тысячелетия Коннор опять в одиночестве. Рейчел погибает от взрыва, организованного Джейкобом Келлом. Коннор устал от груза прожитых лет и бесконечных потерь, он приносит себя в жертву, чтобы победу над Келлом одержал Дункан Маклауд

## Интересные факты
В фильме Коннор имеет в своем распоряжении два меча: первый меч - Так называемый меч-бастард или, полуторник - меч которым в основном рубились одной рукой, но для нанесения особо сокрушительных ударов или уколов подключали и другую руку. Меч Коннора был довольно точной копией меча, долгое время приписывавшегося королю Англии Эдварду Третьему. Коннор использует его во время тренировок с Рамиресом и в своем первом бою с Курганом. Из-за своей крестообразной формы меч был оставлен на могиле Хетер, первой жены Коннора.
Второй меч Коннора, катана Рамиреса, был старинной работой японского оружейника. Самурайский меч был выкован Масамунэ для Рамиреса и назывался «голова дракона». Меч появляется во всех фильмах и телесериале. Дункан Маклауд, ученик Коннора, имеет аналогичный меч.
Катана — меч лёгкий, с гибким лезвием был поврежден колдуном Кейном в 1994 г. Коннор самостоятельно выковал новое лезвие из слитка металла, оставленного для него волшебником Накано для решающей битвы с Кейном. Следовательно, в 2005 г. Коннор сражается отреставрированной катаной.
Коннор убит в начале 2000-х Дунканом Маклаудом в безвыходной для последнего ситуации. Но, согласно «Горцу-2», жив в 2024 году (события второго фильма игнорируются всеми последующими).Согласно канадскому анимационному сериалу "Горец",жил и в далёком будущем,благодаря Высшей награде приобрёл способность  иметь детей и с последней женой, Эйвой, зачал сына Квентина, но во время клятвы,  что все бессмертные больше меча не поднимут и вложат без декапитации свои силы и знания в одного, наидостойнейшего, взбунтовался бессмертный Кортан,  и Коннор,уже давший клятву,вступил в бой с Кортаном и погиб,ведь  бессмертный, давший клятву, но поднявший-таки меч, резко теряет в силе. Вдова Коннора, Эйва,бежала в клан Данди, второй раз вышла замуж и родила и растила среди Данди Квентина, уверенного, что он тоже Данди ,пока Рамирес не открыл ему тайну настоящего отца. Наидостойнейшим оказывается сын Коннора, Квентин,в которого все бессмертные вкладывают силы и знания, превращаясь в обычных людей,и юноша мстит за отца Кортану, убивая его.

## Коннор Маклауд в игре
1. Аман Фазил (Нью-Йорк, гараж Мэдисон Сквер Гардэн, 1985)
2. Курган (Нью-Йорк, киностудия Silvercup, 1985)
3. Хабул Хан (Нью-Йорк, прачечная психбольницы, 1994)
4. Кейн (Нью-Йорк, металлургический завод, 1994)

## Появления на экране
Фильмы — «Горец», «Горец-2», «Горец-3», «Горец: Конец игры»
Телесериал — эпизод «Сбор», телесериала «Горец»
Анимационные серии — Горец: Анимационные серии, аниме «Highlander: The Search for Vengeance» (главный герой — Колин МакКлауд, стал бессмертным, оказавшись в Стоунхендже, был одержим местью; полнометражный мультфильм).
Книги — The Element of Fire
Комиксы — Dynamite Comics (Way of the Sword и Highlander Origins: The Kurgan).
Mузыка — образ Маклауда появляется в песнях «Hail to the Geeks» Deaf Pedestrians и в «It’s good to feel immortal like your last name is Macleod.»